# Menelik Ier
Pour les articles homonymes, voir Ménélik.
 (septembre 2012).
Si vous disposez d'ouvrages ou d'articles de référence ou si vous connaissez des sites web de qualité traitant du thème abordé ici, merci de compléter l'article en donnant les références utiles à sa vérifiabilité et en les liant à la section « Notes et références ».
Menelik Ier ou Ebnä Hakim ou encore Ibn al-Hakim (« le fils du sage ») est le premier empereur légendaire d'Éthiopie ainsi que le premier roi de la dynastie salomonide.  D'après la tradition rapportée par le Kebra Nagast,, il est le fils de la reine de Saba - aussi appelée « Makada » -, et du roi Salomon. 
Selon le Kebra Nagast,  il aurait porté l'arche d'alliance en Éthiopie, après une visite à Jérusalem pour rencontrer son père à l'âge adulte. Le roi Salomon avait l'intention d'envoyer un fils de chacun de ses nobles et un fils de chaque prêtre du temple avec Menelik à son retour dans le royaume de sa mère. À la mort de la reine Makeda , Ménélik prend le trône avec le nouveau titre d'empereur et de roi des rois d'Éthiopie.
Selon la légende, il fonde la dynastie salomonide d'Éthiopie qui gouverne le pays avec peu d'interruptions pendant près de trois mille ans (et qui s'est terminée 225 générations plus tard avec la chute de l'empereur Haile Selassie en 1974).

## Éléments traditionnels
Le Kebrä Nägäśt présente Menelik comme le roi légitime succédant à Salomon par primogéniture. Il est donc le seul dépositaire de l'autorité divine et il est par conséquent d'une plus grande « gloire » que l'empereur de Byzance et les rois d'Israël. Son nom originel est en ge'ez est Bäynä Ləhkəm, tandis que le nom « Ménélik » dérive probablement de l'hébreu ben Melek ou de l'arabe ibn Malik qui signifient « fils de roi ».
Menelik séjourne quelques années à Jérusalem auprès de son père avant que celui-ci ne le consacre roi d'Éthiopie où il le renvoie en compagnie des fils des lévites parmi lesquels Azarias qui emporte subrepticement l'Arche d'alliance qui contient les tables de la Loi. Ainsi, succédant à Makada, Menelik convertit son royaume au judaïsme.
Présenté comme un « nouveau David » et fils aîné de Salomon, Ménélik a pour demi-frères Rehoboham, qui succède à Salomon, et Adramis qui épouse Adlonya, fille de Balthasar ou Baltasor, le roi de Byzance ou de Rome auquel il succède : le royaume d'Éthiopie, issu de la branche aînée, a ainsi la préséance sur Rome et la tradition du Kebrä Nägäśt fait de Ménélik, aîné de Salomon et détenteur de l'Arche, le souverain le plus honoré lors du partage du monde entre des trois fils du souverain juif. Ce récit permet de revendiquer les origines juives du christianisme éthiopien tout en affirmant la supériorité de ce christianisme éthiopien, légitimé par la détention de l'arche, par rapport au judaïsme à la fois d'un point de vue religieux et d'un point de vue politique.

### L'arche
La copie de l'arche était jusqu'en 2015 encore localisée à Aksoum dans l'Église Sainte-Marie-de-Sion ou Axum en Éthiopie (Nord), gardée par un veilleur et conservée dans un bâtiment interdit au public. James Bruce rapporte que Salomon avait remis cette copie à la reine de Saba avec des écrits anciens à son retour au Yémen. Il dit qu'à la suite de la mort de la reine, le peuple ne voulut pas reconnaitre l'héritage du royaume au prince Ménélik qui s'exila de l'autre côté de la Mer Rouge avec ses ministres.

### Récits
À l'époque, les émissaires de la reine de Saba voyagent et commercent jusqu’à l’Égypte et l’Inde. L’un d’eux, Tamrin, lui décrivit les fastes de la cour de Salomon et la grande sagesse du roi: Salomon avait la renommée d'être non seulement puissant et riche mais aussi celle d'être le roi le plus sage du monde. La reine de Saba, elle-même éprise de sagesse, se rendit à Jérusalem à la tête d'une caravane immense « dans un grand faste, avec des chameaux chargés d’épices, de beaucoup d’or et de pierres précieuses », dans le but d'éprouver la sagesse de Salomon. Salomon résolut les énigmes, lui fit admirer l'organisation du culte et de son royaume.
Makeda fut convaincue de tout ce qu'elle venait de voir, adressa des compliments enthousiastes, et fit don à Salomon de tout le précieux chargement qu'elle avait apporté par la caravane.
Salomon s’éprend d’elle et lui propose de devenir sa femme. Mais elle refuse, car Salomon « a soixante reines, quatre-vingts concubines, et des jeunes filles sans nombre » Salomon aura recours à une ruse pour parvenir à ses fins: Ils firent serment, elle, de ne rien goûter des provisions de bouche qui se trouvaient au palais, lui, de ne pas la toucher. Ils dormirent dans la même chambre, où on leur avait préparé deux lits placés aux coins opposés. Par ordre du roi, on y avait mis aussi un verre d'eau. Pendant la nuit, la reine but de cette eau. Salomon, qui l'observait, profita de l'occasion pour lui déclarer qu'il voulait l'avoir pour épouse.
Au moment du départ de Makeda, Salomon lui remet un anneau sur lequel est gravé le Lion de Juda en lui disant: « Prends cet anneau afin de ne pas m’oublier et si jamais j’ai une descendance de ton sein, que ce Lion en soit le signe. Si c’est un garçon, laisse-le venir à moi. »
Pendant le voyage du retour, elle met Menelik au monde.
Menelik fut envoyé en Israel pour s’y instruire. Le jeune homme se rend à l'âge de 22 ans à Jérusalem pour y recevoir la reconnaissance de son père et, en tant que fils ainé de Salomon, un empire qui va « du fleuve d’Égypte jusqu’à l’Occident, du sud du Shewa jusqu’à l’Inde orientale ». Salomon le chargera d'abord de gouverner le pays de A'gazi.
Dès qu'il le vit, Salomon aurait indubitablement identifié son fils portant l'anneau cité plus haut. Une anecdote rapporte qu’avant de l’envoyer à Jérusalem, la reine aurait donné à son fils un miroir reçu de Salomon, pour qu’il reconnaisse son père, en y regardant son propre visage.
Sur la pression des grands prêtres, selon d'autres version, sur pression du peuple, qui lui reprochent de lui montrer trop d'affection, Salomon renvoie Ménélik auprès de sa mère. Une autre version indique que le jeune homme conscient de ses responsabilités, retourna dans son royaume. Salomon y mit toutefois la condition que le fils ainé de chaque famille l'accompagnent.
Menelik repartit ainsi accompagné d'une élite des fils des grands d’Israël et de quelque douze mille Juifs appartenant aux douze tribus.
Une légende veut que Ménélik ait dérobé l’Arche d’alliance lors de son départ pour la ramener au royaume de Saba. Une autre prétend plutôt que Salomon, pour soustraire l’Arche à des convoitises internes, l'ait confiée à son héritier, afin qu’il la cachât loin de Jérusalem. Une autre encore se base sur Azaryas, fils de Sadoc, grand prêtre, lequel aurait dérobé et emporté l'arche sacrée.
Ces différentes versions justifient en tous cas que les Lévites, la garde rapprochée de Salomon, soient partis avec Ménélik. Seuls habilités au maniement de l’arche, ces initiés fidèles n’ont pu partir qu'avec son assentiment ou sur l’ordre de Salomon lui-même.
Ménélik et sa suite parviendront à traverser la mer Rouge, pour débarquer à Bour, et regagner le royaume de Makeda, où l’Arche aurait été déposée sur une île du lac Tana.
C'est ainsi que s'établira dans le royaume une communauté importante: les Falachas ou Falashas (ge'ez ፈላሻ, hébreu פלאשים), c'est-à-dire les « exilés », obéissant aux lois d'Israël, dirigée par un conseil de prêtres qui pratiquent encore de nos jours des sacrifices d’animaux, conformément au texte originel de la Bible.
Ménélik aurait ainsi fondé un gouvernement conforme aux prescriptions mosaïques. Le récit rapporte les premières guerres engagées par Ibn-Hakim / Ménélik Ier qui mènent à l’extension progressive du royaume.
La tradition du Kebrä Nägäśt affirme que l'Arche se trouve dans le saint des saints d'une église chrétienne située à Aksoum : l'Église Sainte-Marie-de-Sion. Après avoir été rapportée en Éthiopie par Ménélik, et déposée dans l'île évoquée plus haut, elle aurait été transférée à Aksoum au IVe siècle.

## Sources Bibliographiques
- Don Francisco Alvarez, "Historia de las cosas d’Etiopia", Anvers 1557, Saragosse 1561 and Toledo 1588, traduit en Français en 1588
- S.A.R. Lij Asfa-Wossen Asserate, "Ein Prinz aus dem Hause David und warum er in Deutschland blieb", Scherz Verlag, Frankfurt am Main, 2007,  (ISBN 978-3-502-15063-3)
- James Bruce of Kinnaird, Travels to discover the sources of the Nile. 5 Bde. (Edinburgh 1790) - Reisen zur Entdeckung der Quellen des Nils. Übersetzt von Johann Jacob Volkmann, 5 Bände, Weidmann, Leipzig 1790–1791 [évocation du (contenu du) Kebrä Nägäśt dans la 3e partie de son expédition]
- Carl BEZOLD, Kebra Nagast, Die Herrlichkeit des Könige : nach den Handschriften in Berlin, London, Oxford und Paris, München, 1905
- E. A. Wallis BUDGE, "The Kebra Negast, The Queen of Sheba and her only son Menelik", Translation Of The Kebra Nagast With Introduction By Sir E. A. Wallis Budge, M.A., Litt.D., D.Litt., Lit.D., F.S.A., Sometime Scholar Of Christ's College, Cambridge, And Tyrwhitt Hebrew Scholar. Keeper Of The Department Of Egyptian And Assyrian Antiquities In The British Museum. First Published With 31 Illustrations From Ethiopic Mss. In The British Museum By The Medici Society, Limited, London, Liverpool, And Boston, Mass., Mcmxxii (London 1922)
- Gérard COLIN, La gloire des rois (Kebrä Nägäśt). Épopée nationale de l’Éthiopie, Genève, Patrick Cramer, 2002, 117 p. [Cahiers d’orientalisme 23]
- Siegbert Uhlig (dir.): Menelik I., in: Encyclopaedia Aethiopica, vol.3 :He-N, Wiesbaden, 2007, S.921
- Samuel MALHER, Kebra Nagast, La Gloire des Rois d'Éthiopie, La boutique des artistes, 2007, 166 p.
- Robert BEYLOT, La Gloire des Rois ou l'Histoire de Salomon et de la reine de Saba, Brepols, 2008, 491 p. [Apocryphes. Collection de poche de l'AELAC 12]